# بشو نوریهارو
بشّو نوریهارو (به ژاپنی: 別所則治); تولد نامشخص – ۱ ژانویهٔ ۱۵۱۳) یک سامورایی در اوایل دوره سنگوکو در ولایت هاریما بود.

## دربارهٔ خاندان بشو قبل از نوریهارو
خاندان بشو شاخه ای از خاندان آکاماتسو در نظر گرفته می‌شود، اما وضعیت واقعی نامشخص است، زیرا بیش از ۱۰ شجره نامه مختلف وجود دارد.
از آغاز دوره موروماچی، نامه‌هایی برای افرادی با نام خانوادگی بشو در استان هاریما صادر یا خطاب شده است، اما از آنجایی که اینجا و آنجا دیده می‌شود، تأیید صحت شجره نامه دشوار است. اطلاعات کافی به دست نیامده است.